# Magora Kennedy
Magora Elmira Kennedy  née Magora Ernestine Molineaux le 22 septembre 1938 et morte le 6 novembre 2023, est une militante des droits civiques LGBT qui a participé au soulèvement de Stonewall. Elle a fait partie du Black Panther Party et est  impliquée dans les mouvements des droits civiques et des droits des femmes. Elle se définit comme lesbienne noire, déesse de la vieillesse et femme de Dieu.

## Biographie

### Enfance
Magora Kennedy naît le 22 septembre 1938 à Albany, New York et grandit à Saratoga Springs, à New York. Son père est blanc et antillais et sa mère est autochtone d'Amérique et noire. L'histoire de sa tribu peut être retracée aux moments historiques de High Rock Park. Son père était jockey en Angleterre mais aux États-Unis il fait face à la discrimination raciale pour exercer son métier, les Afro-américains ne pouvant monter des chevaux de courses.
Magora Kennedy comprend qu'elle est lesbienne dès son plus jeune âge. À 14 ans, elle est dénoncée et, pour tenter de « guérir » son homosexualité, sa mère lui offre le choix de se marier avec un homme ou d'être internée à l'hôpital d'État d'Utica. Elle épouse donc un homme de 21 ans son aîné,. Le mariage est consommé, mais plus tard annulé en raison de son âge,. Elle épouse ensuite un homosexuel, avant de divorcer et de se révéler publiquement lesbienne.

### Carrière
Magora Kennedy fréquente l'Université de Boston et travaille comme comédienne et chanteuse (connue pour sa perruque en platine) avant de déménager à New York. Elle retourne à Boston, où, en 1970, elle est officiante de l'Église universelle de la vie et secrétaire du Boston Black Action Committee. Elle organise une chorale d'enfants appelée « Little Wonders » à Way of the Cross Holy Church of God à Roxbury, mais on lui demande de partir lorsque son lesbianisme est découvert.

Magora Kennedy participe au soulèvement de Stonewall à New York en 1969. Elle est en train de conduire en direction de Provincetown lorsqu'elle entend que des personnes LGBT se battent contre une descente de police au Stonewall Inn, elle fait alors demi-tour et rejoint le soulèvement. Elle est également membre du comité des fiertés de Boston lors de sa première marche des fiertés en juin 1971. Au premier arrêt de la marche au drag bar Jacques Cabaret, Magora Kennedy formule une liste de revendications :
Parce que nous ne pouvons aller nulle part ailleurs, parce qu'en tant que femmes gays, nous avons été particulièrement ghettoïsées ici à Boston, et parce que les conditions dans les bars gays sont dans l'ensemble déterminées par le monde hétéro, ceux qui contrôlent savent qu'ils peuvent être aussi oppressifs qu'ils le veulent. Jacques est terriblement encombré et présente un risque d'incendie le week-end. Les femmes qui entrent dans le bar sont sujettes à railleries de la part d'hommes [hétéros], qui non seulement [prennent] une place dont elles ont grandement besoin, mais s'amusent également à regarder et à faire des propositions aux femmes ici. Les conditions sanitaires n'existent pratiquement pas. Nous sommes effectivement ghettoïsés, car danser entre membres du même sexe et d'autres comportements, que la loi considère comme obscènes et lascifs, sont illégaux.
En 1971, elle apparait dans The David Susskind Show avec d'autres militants LGBT, s'opposant à la désignation de l'homosexualité comme trouble mental par l'Association américaine de psychiatrie, et militant en faveur de son retrait du Manuel diagnostique et statistique des troubles mentaux (DSM).
En 1975, elle fait partie du groupe de travail sur le racisme de la Commission d'action sociale chrétienne de l'Église de la communauté métropolitaine.

## Héritage
L'intérêt pour la vie de Magora Kennedy a augmenté en raison de sa participation à des interviews et à des expositions sur le 50e anniversaire du soulèvement de Stonewall et sa participation au documentaire CURED. Elle est l'ancienne aumônière de la Stonewall Veterans Association et est impliquée dans le National Action Network.

Magora Kennedy décrit sa philosophie de la vie dans son livre This Goddess Has Landed: Does She Have a Message For YOU! :

1. La Déesse Mère/Dieu Père vous aime tel que vous êtes.
2. Alors apprenez à vous aimer pour de vrai, en tant que star que vous êtes.
3. L'amour est la force la plus puissante de l'univers.
4. La fraternité est puissante !

Son livre suivant s'intitule Shades of Stonewall -
Elle apparait dans le film Cured de 2020 réalisé par Patrick Sammon et Bennett Singer qui retrace la lutte du mouvement LGBT pour faire retirer par l'American Psychoanalytic Association (APA) du Manuel diagnostique et statistique des troubles mentaux (DSM) l'homosexualité en tant que maladie.